# Aloidendron pillansii
Aloidendron pillansii es una especie de planta fanerógama perteneciente a la familia Xanthorrhoeaceae.
Aloidendron pillansii no es fácil de confundir con Aloidendron dichotomum. Aloidendron pillansii puede distinguirse fácilmente mirando a la inflorescencia que se ve casi horizontalmente en la roseta. Aloidendron pillansii es también mucho más robusta que el Aloidendron dichotomum.

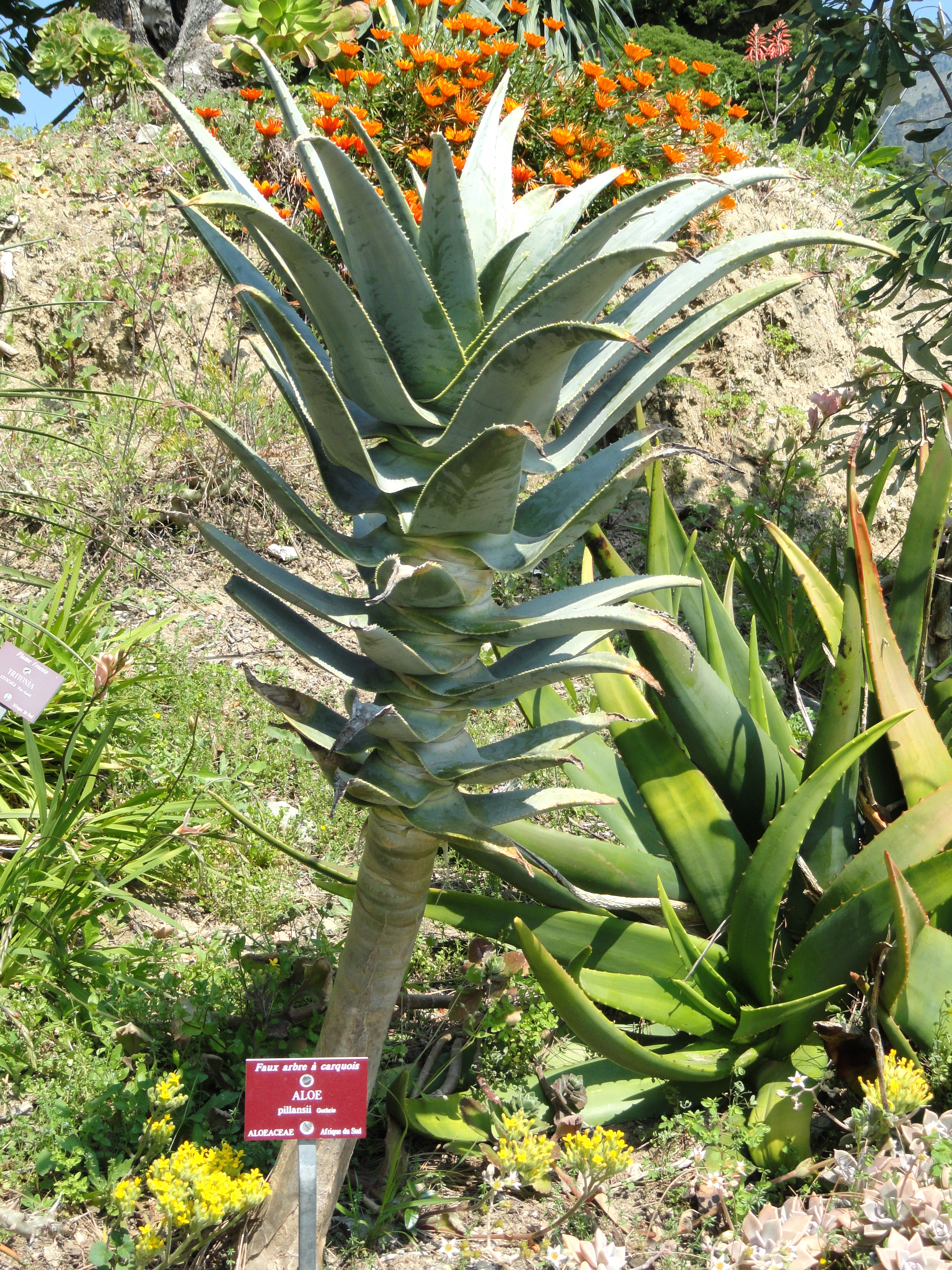
Vista de la planta

## Descripción
El tronco amarillo-gris se divide en ramas erectas, que terminan en grandes rosetas de grosor carnoso y con hojas de color verde grisáceo de (600 mm de longitud). Las hojas son de color blanquecino-cartilaginoso con bordes de dientes cartilaginosos. La inflorescencia es ramificada y las flores son de color amarillo y ligeramente hinchadas en el centro. Florece en octubre.

## Distribución y hábitat
Se encuentran en Namibia y Sudáfrica. Su hábitat natural son las praderas tropicales y subtropicales. Está tratado en peligro de extinción por pérdida de hábitat. Aloidendron pillansii se produce en Cornell's Kop Richtersveld en el norte de Brandberg, en Namibia.

## Taxonomía
Aloidendron pillansii fue descrita por Adolf Engler y publicado en Botanische Jahrbücher für Systematik, Pflanzengeschichte und Pflanzengeographie 10: 2, en el año 1889.
Etimología
Aloidendron: nombre genérico de origen muy incierto: podría ser derivado del griego άλς, άλός (als, alós), "sal" - dando άλόη, ης, ή (aloé, oés) que designaba tanto la planta como su jugo - debido a su sabor, que recuerda el agua del mar. De allí pasó al Latín ălŏē, ēs con la misma aceptación, y que, en sentido figurado, significaba también "amargo". Se ha propuesto también un origen árabe, alloeh, que significa "la sustancia amarga brillante"; pero es más probablemente de origen complejo a través del hébreo: ahal (אהל), frecuentemente citado en textos bíblicos. La parte de "dendron" viene del griego "dɛndrɒn" que significa "árbol".
pillansii: epíteto otorgado en honor de Neville Stuart Pillans, un conocido botánico de El Cabo recopilador de Aloe pillansii.
Sinonimia
- Aloidendron dichotomum subsp. pillansii (L.Guthrie) Zonn.[9][4]